# I Want to Hold Your Hand
（参考译名《我想握住你的手》）是一首英国摇滚乐队披头士乐队的歌曲。它是第一首多轨录音的披头士歌曲，由约翰·列侬和保罗·麦卡特尼创作，录制于1963年10月。这首歌在被发行前已有超过一百万张的预购，使它本可以在发行当天（1963年11月29日）就直接登顶英国排行榜。然而，第一名的位置被披头士的前一首英国单曲占据，该曲是乐队的第一首销量百万的单曲，当时在媒体的重点宣传下重新大热。用了两周达到英国排行榜第一，并保持了五周，在前五十总共停留了二十一周 。
这首歌也是披头士的第一首美国冠军单曲，于1964年1月18日以第45名进入“告示牌百强单曲榜”，开启了对美国音乐产业的英國入侵。它到2月1日登顶榜首，在该位置停留了七周，直到被取代，和在英国发生的情况正好相反。它在美国榜单上一共停留了十五周。成为了披头士全球最畅销的单曲。2013年，《告示牌》杂志把它列为史上最热的单曲第44位。

## 背景和创作
虽然布萊恩·愛普斯坦据说曾促使列侬和麦卡特尼去写一首吸引美国听众的歌，但乔治·马丁否认了这个传闻。当时麦卡特尼于不久前作为理查德博士（Dr Richard）和玛格丽特·埃舍（Margaret Asher）的客人搬入伦敦温坡街57号居住，他们的女儿——演员简·埃舍在同年的早些时候成为了麦卡特尼的女友。这个地点很快成为列侬和麦卡特尼新的创作据点，取代了后者在利物浦福斯林路（Forthlin Road）的家。
玛格丽特·埃舍在地下室“狭小、不透气的音乐室”教授雙簧管，而列侬和麦卡特尼坐在钢琴边创作。在1980年9月，列侬告诉《花花公子》杂志：
|  | 我们在一起面对面、眼对眼地写了很多东西。就像在写《》时，我记得写出那首歌和弦的时刻。我们在简·埃舍的家中，在楼下的地下室里同时弹着钢琴。然后我们有了‘’，接着保罗奏出了这个和弦，我转向他说：‘就是这个！’我说：‘再来一遍！’在那些日子里，我们真的曾常常那样写歌——两人都快碰到对方的鼻子了。 |

1994年，麦卡特尼印证了列侬关于创作这首歌时的情形，说：
|  | ‘眼对眼’是个很恰当的描述。情况就是那样的。《》是合作无间的作品。它是我们意义重大的冠军曲；它最终使我们冲入美国。 |

## 录制
披头士于1963年10月17日在EMI录音室的2号录音棚开始录音。这首歌和唱片反面的是最早使用到四轨技术的披头士歌曲。这两首歌在同一天录音，各自用了17次完成。披头士也实验了让吉他发出类似管风琴的声音，由紧压列侬的节奏吉他实现。乔治·马丁于1963年10月21日完成了单声道和立体声的混音；进一步的立体声混音在1965年6月8日完成，是为了百代唱片在澳大利亚和荷兰的附属公司发行的合辑，另一次是在1966年11月7日。
是披头士后来在德国录音的两首歌之一（另一首为的德语版），标题改为。这两首歌都是由卢森堡音乐人卡米罗·费尔根翻译，以假名“让·尼古拉斯“（Jean Nicolas）署名。百代唱片（披头士所属厂牌Parlophone的母公司）的德国分支奥登（Odeon）确信披头士的唱片无法在德国卖出，除非他们用德语唱歌。披头士痛恨这个想法，他们应该于1964年1月27日在巴黎的巡演期间去百代唱片的帕西·马尔康尼录音室（Pathe Marconi Studios）录制德语版歌曲， 但他们选择了抵制。制作人乔治·马丁花了几个小时等他们出现，感到非常愤怒，坚持让他们尝试一下。两天后，披头士录制了，这是他们职业生涯中罕见的几次在伦敦以外录音的情况之一。然而，马丁日后承认道：“事实上他们是对的，用德语录音对他们来说是不必要的，但他们并没有做得很糟，而是完成得很不错。”
当时在德国成为了一首热门单曲，但就像五六十年代的其他德语歌词版的英语流行歌曲一样，如今被认为是过去年代的一种猎奇文化现象。现在该曲的英语版本在德国更流行。披头士1970年代的《红色专辑》和《蓝色专辑》在德国发行时收录的都是英语版的歌曲。

## 反响
这首歌得到了大西洋两岸疯狂歌迷的热烈反响，但一些乐评人认为它不过是另一首流行一时的歌曲，无法经受时间的考验。美联社的辛西娅·罗威里（Cynthia Lowery）表达了她对披头士狂热的恼怒：“天知道我们已经听够了。只想听天气快讯和报时信号都不可能躲开这首歌了。”
鲍勃·迪伦对披头士的创新印象非常深刻，说：“他们在做没人在做的事情。他们的和弦实在是过分，就是过分，而他们的和声使这一切变得有效。”有一段时间迪伦把歌词误听为。当他们会面时，他惊讶于披头士四人都没有真的抽过大麻。

## 参与人员
- 约翰·列侬 － 主唱、节奏吉他、拍手
- 保罗·麦卡特尼 － 主唱、电贝斯、拍手
- 乔治·哈里森 － 主音吉他、拍手
- 林戈·斯塔尔 － 架子鼓、拍手

依据伊恩·麦克唐纳德

## 脚注